# 虹色Passions!
「虹色Passions!」（にじいろパッションズ）は、虹ヶ咲学園スクールアイドル同好会によるシングル。2020年10月21日に発売された。

## 背景
前作「無敵級*ビリーバー」から3ヶ月ぶりとなるシングルで、テレビアニメ『ラブライブ！虹ヶ咲学園スクールアイドル同好会』第1期のオープニングテーマとして起用された。
発売時点で同好会に加入していた三船栞子（小泉萌香）は、テレビアニメ第1期では1度も登場しなかっため、歌唱に参加していない。
ショートアニメ「にじよん あにめーしょん2」の第10話で、通常時の主題歌である「虹ヶ咲学園校歌」の代わりに、本楽曲のピアノバージョンがエンディングとして使用された。

## アートワーク
朝香果林から右回り順に、宮下愛→天王寺璃奈→優木せつ菜→上原歩夢→中須かすみ→桜坂しずく→近江彼方→エマ・ヴェルデの順である。

## リリース
2020年10月21日にLantisからリリースされた。初回生産特典として「虹ヶ咲学園スクールアイドル同好会メンバーカード」（全9種・ランダムで1枚）、スマートフォン用ゲーム『ラブライブ! スクールアイドルフェスティバル ALL STARS』で利用できるシリアルコード、次作「NEO SKY, NEO MAP!」との連動オンラインリリースイベント応募券がそれぞれ封入される。

## チャート成績
2020年10月27日付のオリコンデイリーランキングで、2位にランクインし、2020年11月2日付のオリコン週間シングルランキングでは4位にランクインした。
2020年11月2日付のBillboard Japan Hot Animationでは4位、Billboard Japan Hot 100では27位にそれぞれランクインした。

## 収録曲
| 全作詞: Ayaka Miyake。 |                              |              |                        |      |
| #                      | タイトル                     | 作詞         | 作曲・編曲             | 時間 |
| 1.                     | 「虹色Passions!」            | Ayaka Miyake | Keisuke Koyama         | 4:15 |
| 2.                     | 「Sweet Eyes」               | Ayaka Miyake | Carlos K. 田中マッシュ | 4:52 |
| 3.                     | 「虹色Passions!」(Off Vocal) | Ayaka Miyake |                        | 4:14 |
| 4.                     | 「Sweet Eyes」(Off Vocal)    | Ayaka Miyake |                        | 4:50 |
| 合計時間:              | 合計時間:                    | 合計時間:    | 18:11                  |      |

## カバー
スマートフォンゲームにて披露したアーティスト
| 曲名              | 歌手        | 公開日       | 備考                                                                             |
| ----------------- | ----------- | ------------ | -------------------------------------------------------------------------------- |
| 「虹色Passions!」 | DOLLCHESTRA | 2025年7月9日 | スマートフォンゲーム『Link!Like!ラブライブ！』にて、追加収録曲として使用された。 |

### ユニットメンバー
1. 1 2 3  上原歩夢（大西亜玖璃）、中須かすみ（相良茉優）、桜坂しずく（前田佳織里）、朝香果林（久保田未夢）、宮下愛（村上奈津実）、近江彼方（鬼頭明里）、優木せつ菜（楠木ともり）、エマ・ヴェルデ（指出毬亜）、天王寺璃奈（田中ちえ美）
2. ↑  村野さやか（野中ここな）、徒町小鈴（葉山風花）